# عبد الحميد التريكي
ولد  عبد الحميد التريكي، الذي عين اليوم الاثنين 7 مارس 2011 وزيرا للتخطيط والتعاون الدولي، في 27 يوليو 1948 بصفاقس. وهو متحصل على الإجازة في العلوم الاقتصادية وعلى ديبلوم الدراسات المتخصصة من جامعة تونس.
بدأ حياته المهنية بوزارة التخطيط سنة 1973 حيث تحمل مهام رئيس مصلحة العلاقات مع الخارج ثم كاهية مدير دراسات ميزان الدفوعات فمديرا للاستشراف المالي.
وعين من سنة 1992 إلى 1994 مديرا عاما للتخطيط بوزارة التخطيط والتنمية الجهوية ثم مديرا عاما للتوقعات بوزارة التنمية الاقتصادية من 1994 إلى 2004 قبل أن يشغل مهام المدير العام لمعهد الاقتصاد الكمي.
وفي سبتمبر 2007 عين عبد الحميد التريكي كاتب دولة لدى وزير التنمية والتعاون الدولي مكلفا بالتعاون الدولي والاستثمار.
وقد شغل خلال الفترة بين 1995 و2005 مهام محافظ مناوب بالبنك العالمي وعضو مجلس إدارة المعهد العربي للتخطيط. وهو عضو بالمجلس الاقتصادي والاجتماعي منذ سنة 1996 وقد أنجز عدة دراسات ذات صبغة اقتصادية على الصعيدين الوطني والدولي.
كما شارك في المفاوضات التي مهدت لإبرام اتفاق الشراكة بين تونس والاتحاد الأوروبي.
ويدرس منذ سنة 1988 بالمدرسة القومية للإدارة. وهو عضو بمجالس إدارة عدة مؤسسات عمومية تونسية وإقليمية ودولية.
وكان عبد الحميد عين في 28 جانفي 2011 كاتب دولة لدى وزير التخطيط والتعاون الدولي وهو المنصب الذي شغله حتى تسميته الأخيرة. وكاتب الدولة الجديد متزوج وأب لأربعة أبناء.

## المصدر
- لمحة عن حياة عبد الحميد التريكي الوزير الجديد للتخطيط والتعاون الدولي من «وكالة تونس أفريقيا للأنباء» 7 مارس 2011.